# 각호산 (황해도)
각호산(角虎山)은 황해북도 린산군과 황해남도 봉천군 사이에 있는 높이 612m의 산이다.

## 같이 보기
- 한국의 산